# Triflusulfuron-methyl
Triflusulfuron-methyl ist eine chemische Verbindung aus der Gruppe der Sulfonylharnstoffe und ein in den 1990ern von DuPont eingeführtes Herbizid.

## Gewinnung und Darstellung
Triflusulfuron-methyl kann ausgehend von 2-Nitro-3-methylbenzoesäuremethylester und Benzylmercaptan gewonnen werden. Deren Produkt reagiert weiter mit Natriumhypochlorit und t-Butyldimethylsilylamin. Anschließend wird o-Phenyl-N[4-dimethyl-2-amino-6(2.22-trifluorethoxy)]-1,3,5-triazinylcarbamat addiert.

## Verwendung
Triflusulfuron-methyl wird als systemisches Herbizid gegen breitblättrige Unkräuter und Ungräser im Zuckerrübenanbau eingesetzt. Es wirkt durch Hemmung der Acetolactat-Synthase (ALS-Inhibitor). Die Resistenz der Kulturpflanze basiert auf einer sehr schnellen Metabolisierung (Halbwertszeit < 1h).

## Zulassung
In Staaten der EU, darunter Deutschland und Österreich, waren Pflanzenschutzmittel mit Triflusulfuron-methyl als Wirkstoff zugelassen (Debut, Safari). Die Zulassung auf EU-Ebene lief Ende 2023 aus. In der Schweiz gibt es keine Zulassung mehr. Die Aufbrauchfrist für Pflanzenschutzmittel mit diesem Wirkstoff lief am 1. April 2025 aus.